# AATiS
Der AATiS (kurz für Arbeitskreis Amateurfunk und Telekommunikation in der Schule e.V.) ist ein gemeinnütziger Verein mit Sitz in Börnichen und dem Ziel, Heranwachsenden eine sinnvolle Freizeitbeschäftigung und eine konkrete Berufsorientierung anzubieten, insbesondere in Richtung auf technische und naturwissenschaftliche Studiengänge. Dabei unterstützt er Lehrkräfte bei der Gestaltung der Ausbildung. Der Verein ist seit 1994 eingetragen. Er hat (2016) über 600 Mitglieder im gesamten Bundesgebiet und mehreren angrenzenden Ländern.

## Aktivitäten
Der Verein befasst sich intensiv mit folgenden Bereichen:
- Amateurfunk-Anwendungen
- Telekommunikation und Netze
- Meteorologie, Aerologie, Klimatologie
- Geo-/ Raumwissenschaften / Satellitentechnik
- Aktorik, Sensorik, Robotik, Photonik
- Elektronik, Mikrocontroller u. a. m.

Er entwickelt elektronische Bausätze, unterstützte Projekte zu Stratosphärenballons und Treibbojen, schreibt Ideenwettbewerbe zu technischen Themen aus und bietet Fortbildungen für Lehrer an.
Über die Tätigkeit des Vereins wird monatlich in der Zeitschrift Funkamateur berichtet.

## Publikationen
Der Verein gibt folgende Publikationen heraus:
- Praxishefte für Funkamateure, Lehrer, Jugendleiter und Elektronikbastler (jährlich)[9], unter anderem mit Bauanleitungen für vom Verein entwickelte Elektronikbausätze
- jährliche Rundschreiben[10]
- CDs und DVD/USB-Stick mit Computerprogrammen und Texten der Praxishefte (nur die nicht mehr in Papierform erhältlichen Heft)[11]